# Mariana Franko
Mariana Franko (geboren 28. Juli 1718 in St. Eustatius; gestorben nach 1777) war eine freie schwarze niederländische Frau, die in Den Haag eine Verurteilung in Curaçao erfolgreich angefochten hat.

## Leben
Mariana Franko wurde am 28. Juli 1718 in St. Eustatius geboren. Es ist nicht bekannt, wer ihr Vater war, ihre Mutter war die Sklavin Christina. Marina Franko erlangte ihre Freiheit, als sie sieben Jahre alt war, am 1. August 1725. An dem Tag wurde sie auch getauft und dies wurde auf ihrem Taufschein festgehalten. Sie war somit Mitglied der reformierten Kirche. Auf Curaçao war das eine Ausnahme, denn die protestantische Kirche bestand fast ausschließlich aus Weißen.
Mariana Franko arbeitete ab 1752 auf der Plantage Zorgvliet auf Curaçao. Sie konnte lesen und schreiben und war für die Beaufsichtigung der Sklavenkinder und die Verwaltung des Viehwechsels, sowie die Erlöse aus den Plantagenprodukten, die von den Sklaven in Willemstad verkauft wurden, verantwortlich. Sie war vermögend, besaß ein Haus in der Stadt und fünf Sklaven. Auf der Plantage lebte sie mit dem schwarzen Aufseher, bzw. Vorarbeiter, dem „Bomba“, einem Sklaven namens Pedro Anthonij zusammen. Die Besitzerin der Plantage, Witwe Lamont, beschuldigte im Jahr 1758 Anthonij, ihr Waren gestohlen zu haben. Daraufhin wurde dieser verhaftet und Mariana Franko wurde als seine Komplizin identifiziert. Sie wurde nach Willemstad vorgeladen und ebenfalls verhaftet. Beide wurden verhört und in den erhaltenen Berichten wurde Mariana durchgängig als Pedro Anthonijs „Hure“ und er als ihr „Ding“ bezeichnet. Zunächst legte Anthonij ein Geständnis ab, widerrief es jedoch später. Die gestohlenen Waren wurden nicht gefunden. Es wurde argumentiert, dass Mariana nach der Verhaftung von Pedro Anthonij reichlich Gelegenheit gehabt habe, diese Waren zu verstecken oder nach Sint Eustatius zu schicken. Es fanden sich Weiße und auch schwarze Sklaven, die belastende Aussagen gegen Pedro Anthonij zu machen, woraufhin er zu einer öffentlichen Auspeitschung und anschließender Verbannung verurteilt wurde, was einem Verkauf in eine ausländische Kolonie gleichkam.
Franko weigerte sich, ein Geständnis abzugeben, ihr wurden daraufhin harte Strafen angedroht. Vom Gefängnis aus suchte sie Hilfe. Sie schrieb an einen ehemaligen Liebhaber, Mozes Levij Maduro, doch der Brief landete in den Archiven des Regierungssekretariats. Es gelang ihr jedoch, eine entlastende Erklärung des weißen Vorgesetzten von Zorgvliet zu erhalten, der als einziger die Schlüssel zu den Lagerschuppen besaß. Daher war es für Pedro Anthonij oder Mariana äußerst schwierig, dort Waren zu stehlen. Dieser Beweis wurde jedoch ignoriert. Nach fast zwei Jahren Gefangenschaft wurde Mariana zur ewigen Verbannung verurteilt und 1760 auf ein Schiff nach Jamaika gesetzt. Ihr Vermögen wurde beschlagnahmt und öffentlich versteigert. Der Erlös kam dem Fiskus und ihrem Arbeitgeber zugute.
Über England gelang Maria Franko die Reise in die Niederlande, wo sie spätestens 1764 eintraf. Zunächst lebte sie in Amsterdam, dann zog sie nach Den Haag. Dort fand sie einen Staatsanwalt, der bereit war, ihren Fall vor den Generalstaaten vorzutragen. Diese entschieden 1767 zu Gunsten von Maria Franko und ordneten eine Revision des Urteils an. Maria Franko genügte das jedoch nicht, sie wollte ihren guten Namen und Ruf wiederherstellen, was ihr als „geborene Negerin“ ebenso wichtig sei wie jedem Niederländer, wie sie selbst angab. Sie wollte eine Verleumdungsklage gegen die Menschen auf Curaçao einreichen, die sie für ihren Fall verantwortlich machte. Darüber hinaus verlangte sie die Rückgabe ihres Besitzes und des ihr entzogenen Freibriefs sowie Schadensersatz und eine Zinsvergütung für ihr Vermögen.
Der Fall zog sich über viele Jahre hin. Im Jahr 1772 hoben die Generalstaaten das Urteil des Rates von Curaçao endgültig auf. Erst 1777, siebzehn Jahre nach ihrer Verbannung, schickte die Regierung von Curaçao eine Entschädigung für ihre konfiszierten Besitztümer. Diese wurde jedoch sofort beschlagnahmt und das Geld ging an ihre Gläubiger in der Republik. Es ist nicht bekannt, ob Mariana jemals nach Curaçao zurückgekehrt ist.